# Schlingeromyia
Schlingeromyia – wymarły rodzaj owadów z rzędu muchówek i rodziny opękowatych, obejmujący tylko jeden znany gatunek Schlingeromyia minuta.
Rodzaj i gatunek opisane zostały w 2011 roku przez Davida A. Grimaldiego i Martina Hausera. Opisu dokonano na podstawie inkluzji samca pochodzącej z cenomanu w kredzie, znalezionej w Mjanmie. Nazwę rodzajową nadano na cześć Everta Schlingera.
Muchówka o ciele długości 3 mm. Głowę miała kulistą, o wielkich, nagich oczach stykających się nad i pod czułkami, silnie wykrojonych na tylnych i dolnych brzegach. Drobne czułki odpowiadały długością zaledwie 2–3 fasetkom oka. Tułów porośnięty był z rzadka drobnymi szczecinkami i miał nieco wystające płaty postpronotum. Skrzydło miało 2,1 mm długości, a jego użyłkowanie odznaczało się żyłką kostalną zakończoną na szczycie żyłki radialnej R4+5 i w pobliżu wierzchołka skrzydła, krótką żyłką subkostalną, nieprzerwany komórkami bazyradialną i bazymedialną, dwoma zamkniętymi komórkami radialnymi oraz obecnością trzeciej komórki medialnej. Stopy miały poduszeczkowate przylgi. Odwłok był nagi.